# (6345) Hideo
(6345) Hideo ist ein Asteroid des äußeren Hauptgürtels, der am 5. Januar 1994 von den japanischen Amateurastronomen Kin Endate und Kazurō Watanabe am Kitami-Observatorium (IAU-Code 400) in der Unterpräfektur Okhotsk in Hokkaidō entdeckt wurde.
Benannt wurde er nach dem japanischen Astronomen Hideo Fukushima (* 1953).